# Christian Götz (General, 1783)

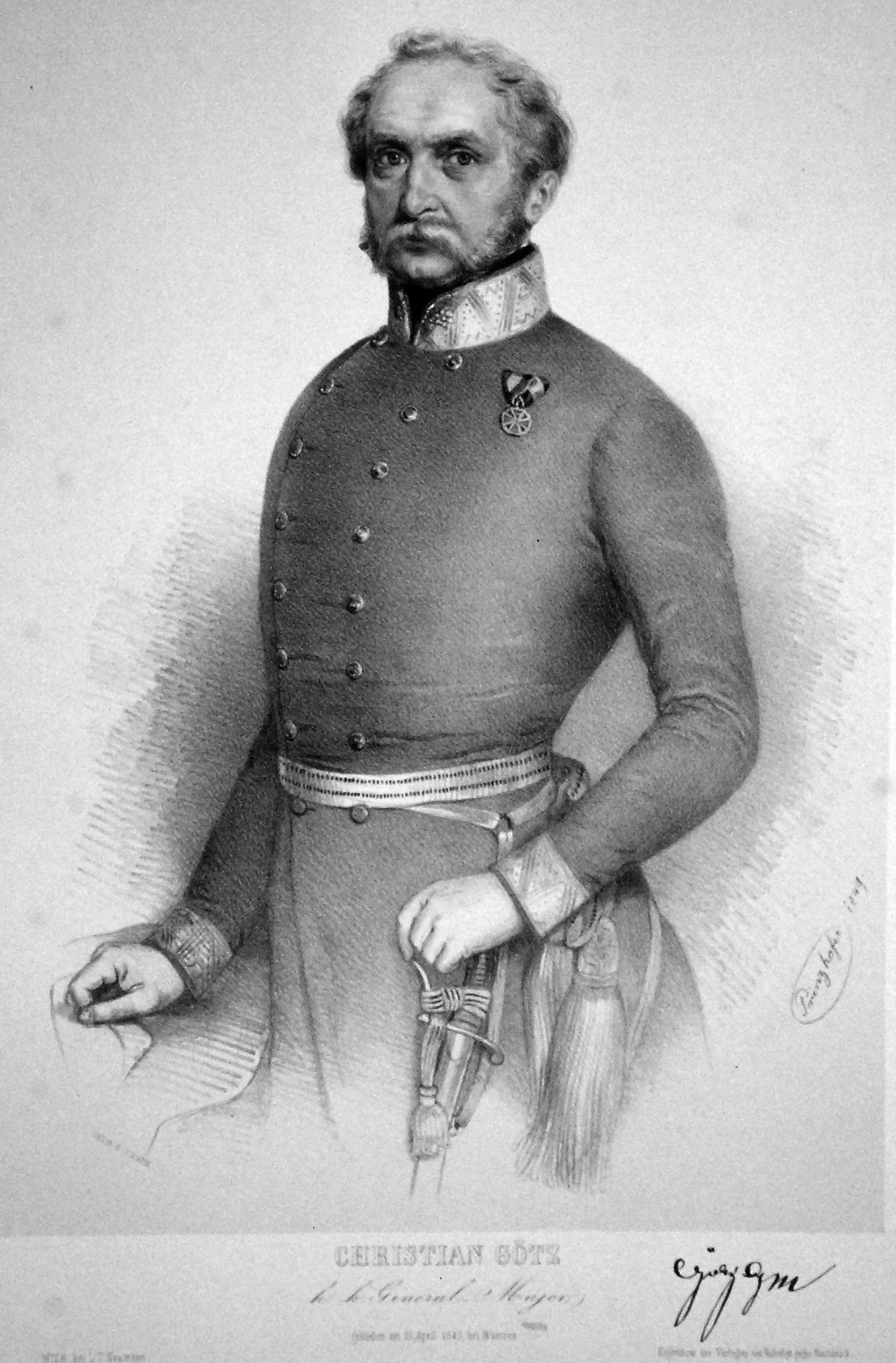
Christian Götz Lithographie von August Prinzhofer, 1849.

Christian Götz (* 1783 in Lübben; † 10. April 1849 in Waitzen) war deutscher Generalmajor in Diensten der österreichischen Kaiserlichen Armee.

## Leben

### Herkunft
Christian Götz war der Sohn eines gleichnamigen wohlhabenden Kaufmanns und der Dorotee Elisabeth Hartmann aus Lübben. Die Familie folgte dem reformierten Glaubensbekenntnis. Sein Bruder Wilhelm (1793–1875) war Pastor im sächsischen Leuba.

### Werdegang
Bis zu seinem 18. Lebensjahr besuchte Götz die renommierte Landesschule Pforta. Obwohl vom Vater für eine zivile Laufbahn bestimmt, trat er gegen dessen ausdrücklichen Willen bei Mitnahme eines Handgeldes als Gemeiner am 27. November 1800 in die kaiserliche Armee ein. Er begann seine Laufbahn bei den Coburg-Dragonern, wo er schnell zum Korporal und Wachtmeister avancierte, schließlich Adjutant bei Feldzeugmeister Baron Thiemeyer wurde. Nach der Auflösung seines Regiments wechselte er ins Regiment Kaiser-Chevauxlegers, wo er 1802 in den Offiziersrang aufstieg. Im Jahre 1804 zählte er an der Neustädter Akademie zu den herausragendsten Equitationsschülern Radetzkys. Götz nahm an den Koalitionskriegen, insbesondere 1805 bis 1809 in Italien, dem Russlandfeldzug 1812 und dem Krieg in Deutschland 1813 bis 1815, teil. Bis 1815 war er zum Rittmeister aufgestiegen. 1821 rückte er erneut mit nach Neapel ein.
Der Friedenszeiten überdrüssig nahm er 1828 seinen Abschied und zog sich mit Beibehalt seines Charakters ins Privatleben zurück.
Als sich jedoch 1831 die in der Lombardei die Vorzeichen eines neuen Krieges zeigten, ersuchte er um Wiederverwendung, dem auch entsprochen wurde, jedoch wurde er der Infanterie zugeteilt. Er trat im Rang eines Hauptmanns in das Linien-Infanterieregiment Nassau ein, wurde aber bereits 1832 zum Bianchi-Regiment versetzt. 1835 erfolgte seine Beförderung zum Major im Infanterieregiment (Nr. 15). Dort avancierte er 1838 zum Oberstleutnant. Schließlich 1843 als Oberst und Regiments-Kommandant des Infanterieregiments (Nr. 27), nahm eine kurzzeitige Zwischenstation beim Infanterieregiment Graf Nugent (Nr. 30) und wurde am 18. Juli 1848 in Padua zum Generalmajor und Brigadier bei der ungarischen Armee befördert.
Mittlerweile an fortschreitender Gicht erkrankt, begab er sich dennoch zügig von Padua nach Jablunka und übernahm dort das Kommando über drei Bataillone Infanterie, einen Zug Kavallerie und 12 Geschütze mit denen er Anfang Jänner 1849 nach Oberungarn eindrang. Im Ungarischen Unabhängigkeitskrieg operierte er zunächst erfolgreich. Es gelang Götz die Ungarn bei Budetin über den Waag zurückzudrängen und am 16. Jänner 1849 im Gefecht bei Tuczel erneut zu besiegen. Er setzte Görgey mit seinen Truppen bis Kaschau nach und wurde darauf der Division des Feldmarschallleutnant Bamberg zugeteilt. Am 7. April 1849 übernahm er von jenem das Divisionskommando und bildete bei Waitzen den linken Flügel der Hauptarmee. In der Schlacht bei Waitzen erhielt er am 10. April einen tödlichen Kopfschuss, dem er nach 30-stündiger Agonie erlag. Die siegreichen Ungarn erwiesen Götz alle Ehren und bereiteten ihm ein Generalsbegräbnis auf dem Friedhof von Waitzen.

### Familie
Es ist lediglich bekannt, dass er zwischen 1828 und 1831 eine Ehe eingegangen ist und seine Gattin ihn überlebte.